# Gerti Barna
Gertrud Friemel-Barna geboren als Gertrud Blaschke (* 13. März 1926 in Wien; † 12. Februar 2011 in Salzburg) war eine österreichische Schauspielerin und Radiosprecherin.

## Leben
Barna war Tochter des Patentanwaltes Hanns Blaschke, der u. a. NSDAP-Bürgermeister von  Wien war.
Barna erhielt ihre schauspielerische Ausbildung von 1942 bis 1944 bei Vera Balser-Eberle. Ihr Debüt gab sie 1944 am Deutschen Volkstheater als Susanna Töll in Curt von Lessens Der Kapellmeister seiner Durchlaucht. Bis 1945 war sie am Volkstheater engagiert, ab 1951 spielte sie am Salzburger Landestheater. Sie verkörperte Rosemary in Priestleys Seit Adam und Eva, Mary in Eliots Familientag, Maria in Bahrs Querulanten und Bettina in Kollos Die hellgelben Handschuhe. Eine kleine Filmrolle spielte sie 1954 in Hochstaplerin der Liebe.
Seit 1951 wirkte sie, die mit dem Schauspieler Hardo Friemel verheiratet war, bei Rot-Weiß-Rot und Radio Salzburg in zahlreichen Rundfunksendungen mit, darunter Rhythmus und Melodie auf Bestellung und Für den Jazzfreund. In den sechziger Jahren gestaltete sie Unterhaltungssendungen v. a. bei Radio Luxemburg, aber auch bei vielen ARD-Anstalten zwischen München und Hamburg war Gerti Barna gern gehörte Gastmoderatorin. Den Hörern in Westösterreich war sie als Moderatorin der sehr beliebten Jugend-Sendung Tanzmusik auf Bestellung von Radio Salzburg ein Begriff. Daneben gestaltete sie die ebenfalls bekannte Sendung Salzburger Spieldose.
Landesweite Berühmtheit erlangte sie als langjährige Moderatorin und Kommentatorin der Salzburger Festspiele – vor allem zu hören im Klassik-Sender Ö1 des Österreichischen Rundfunks.
Am 12. Februar 2011 erlag sie einem Krebsleiden.